# Copa zambiana de futbol
La copa zambiana de futbol (oficialment Zambia Cup o Mosi Cup) és la màxima competició futbolística per eliminatòries de Zàmbia i segona en importància després de la lliga. És organitzada per la Football Association of Zambia. Es creà l'any 1962.
De 1962 a 1965 els guanyadors de la Northern Rhodesia Castle Cup jugaren contra els vencedors de Rhodèsia del Sud (avui Zimbàbue) per la Super Castle Cup.
De vegades, els vencedors d'aquest torneig no representaren el país a la Recopa africana de futbol, reservant aquesta plaça pel vencedor de la Champion of Champions Cup.

## Historial
Font:

### Northern Rodesia Castle Cup
- 1961 : City of Lusaka
- 1962 : Roan United (Luanshya) 4-3 Nchanga Sports
- 1963 : Mufulira Blackpool
- 1964 : City of Lusaka 2-1 Mufulira Blackpool
- 1965 : Mufulira Wanderers 5-2 (a.p.) City of Lusaka
- 1966 : Mufulira Wanderers 4-2 Broken Hill Wanderers
- 1967 : Kabwe Warriors
- 1968 : Mufulira Wanderers
- 1969 : Kabwe Warriors
- 1970 : Ndola United 2-1 Kabwe Warriors
- 1971 : Mufulira Wanderers 6-1 Kitwe United
- 1972 : Kabwe Warriors
- 1973 : Mufulira Wanderers 3-1 Butondo Western Tigers
- 1974 : Mufulira Wanderers 2-1 Rhokana United

### Independence Cup
- 1975 : Mufulira Wanderers 2-1 Green Buffaloes (Lusaka)
- 1976 : Mufulira Wanderers 4-3 Butondo Western Tigers
- 1977 : Roan United (Luanshya) 4-3 Mufulira Wanderers
- 1978 : Nchanga Rangers (Chingola) 2-1 Mufulira Wanderers
- 1979 : Power Dynamos (Kitwe) 0-0 (7 - 6) Ndola United
- 1980 : Power Dynamos (Kitwe) 2-0 Green Buffaloes (Lusaka)
- 1981 : Vitafoam United (Ndola) 2-1 Strike Rovers (Ndola)
- 1982 : Power Dynamos (Kitwe) 5-0 Konkola Blades (Chilabombwe)
- 1983 : Konkola Blades (Chilabombwe)
- 1984 : Kabwe Warriors
- 1985 : Strike Rovers
- 1986 : Nkana Red Devils (Kitwe)
- 1987 : Kabwe Warriors
- 1988 : Mufulira Wanderers
- 1989 : Nkana Red Devils (Kitwe)
- 1990 : Power Dynamos (Kitwe)
- 1991 : Nkana Red Devils (Kitwe)
- 1992 : Nkana FC (Kitwe)

### Mosi Cup
- 1993 : Nkana FC (Kitwe)
- 1994 : Roan United (Luanshya)
- 1995 : Mufulira Wanderers 1-0 Rumlex
- 1996 : Roan United (Luanshya) 1-0 Nchanga Rangers (Chingola)
- 1997 : Power Dynamos (Kitwe) 1-0 City of Lusaka
- 1998 : Konkola Blades (Chilabombwe) 2-1 Zanaco FC (Lusaka)
- 1999 : Zamsure bt Power Dynamos (Kitwe)
- 2000 : Nkana FC (Kitwe) 0-0 (7 - 6) Green Buffaloes (Lusaka)
- 2001 : Power Dynamos (Kitwe) 1-0 Kabwe Warriors
- 2002 : Zanaco FC (Lusaka) 2-2 (3 - 2) Power Dynamos (Kitwe)
- 2003 : Power Dynamos (Kitwe) 1-0 Kabwe Warriors
- 2004 : Lusaka Celtic 2-1 Kabwe Warriors
- 2005 : Green Buffaloes (Lusaka) 2-1 Red Arrows (Lusaka)
- 2006 : ZESCO United (Ndola) 2-0 Red Arrows (Lusaka)
- 2007 : Red Arrows FC (Lusaka) 2-2 ZESCO United (Ndola) [3-2 pen]